# Hyposoter nigritus
Hyposoter nigritus är en stekelart som först beskrevs av Holmgren 1860.  Hyposoter nigritus ingår i släktet Hyposoter och familjen brokparasitsteklar. Arten är reproducerande i Sverige. Inga underarter finns listade i Catalogue of Life.